# Amaranthoideae
Sous-famille
Classification APG III (2009)
Les Amaranthoideae sont une sous-famille de plantes dicotylédones de la famille des Amaranthaceae. 
Ces plantes se caractérisent par des étamines aux anthères bilobées et à quatre sacs polliniques.
L'aire de répartition de cette sous-famille s'étend principalement dans les régions tropicales d'Amérique et d'Afrique, ainsi qu'en Afrique australe et en Australie.
Les genres Amaranthus (amarantes) et Celosia (célosies) comprennent beaucoup d'espèces utilisées comme plantes ornementales, mais aussi des plantes alimentaires consommées pour leurs graines (pseudo-céréales) ou leurs feuilles (légumes-feuilles).

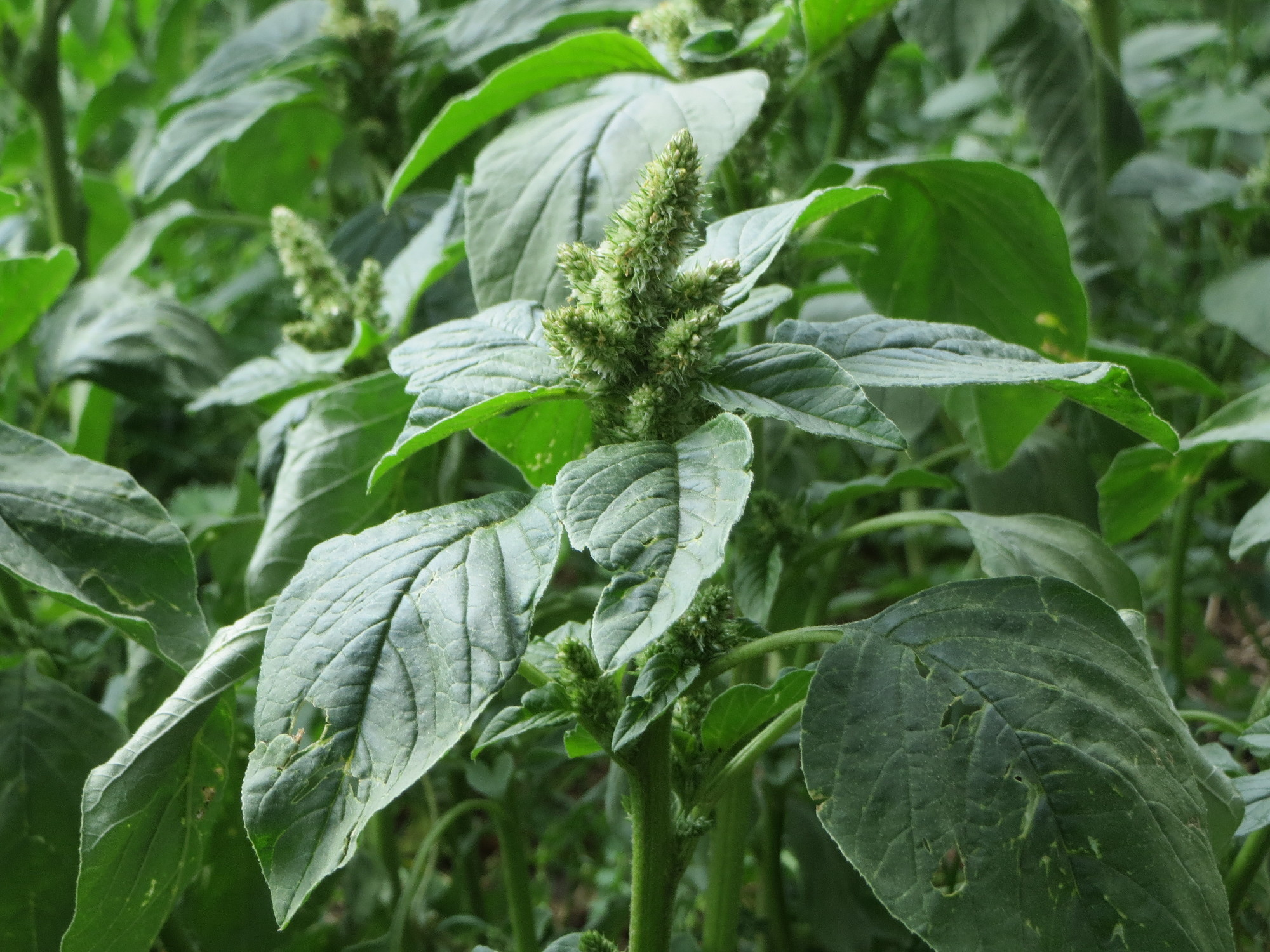
Amaranthus retroflexus (Amaranthoïdes).
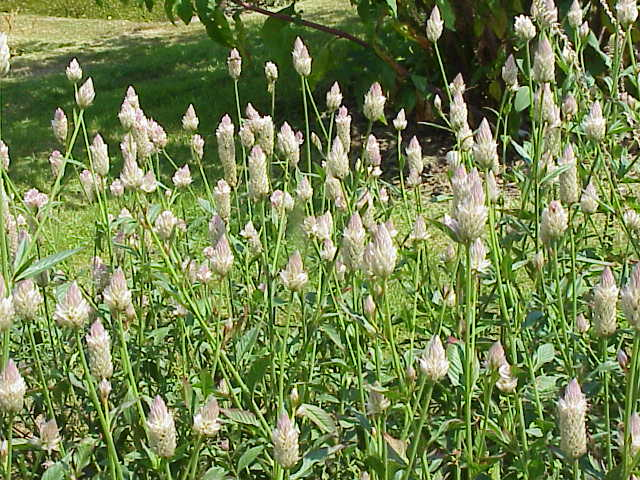
Celosia argentea (Celosieae).
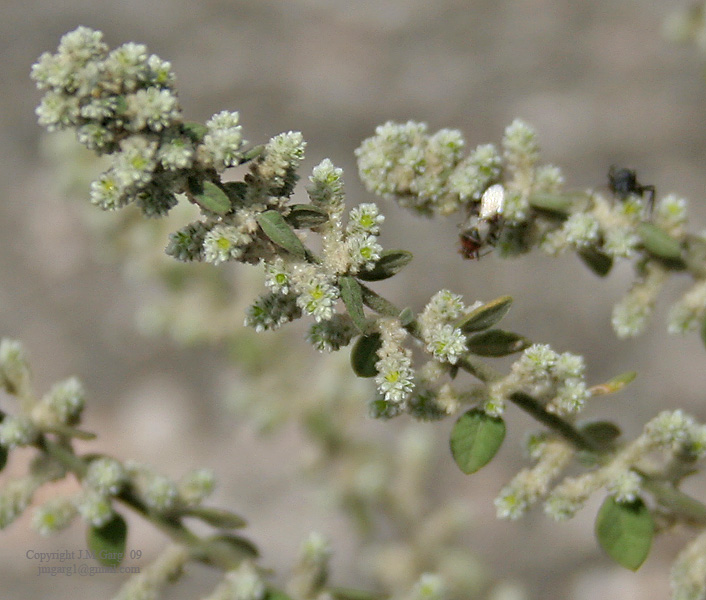
Aerva lanata (Aervoïdes).
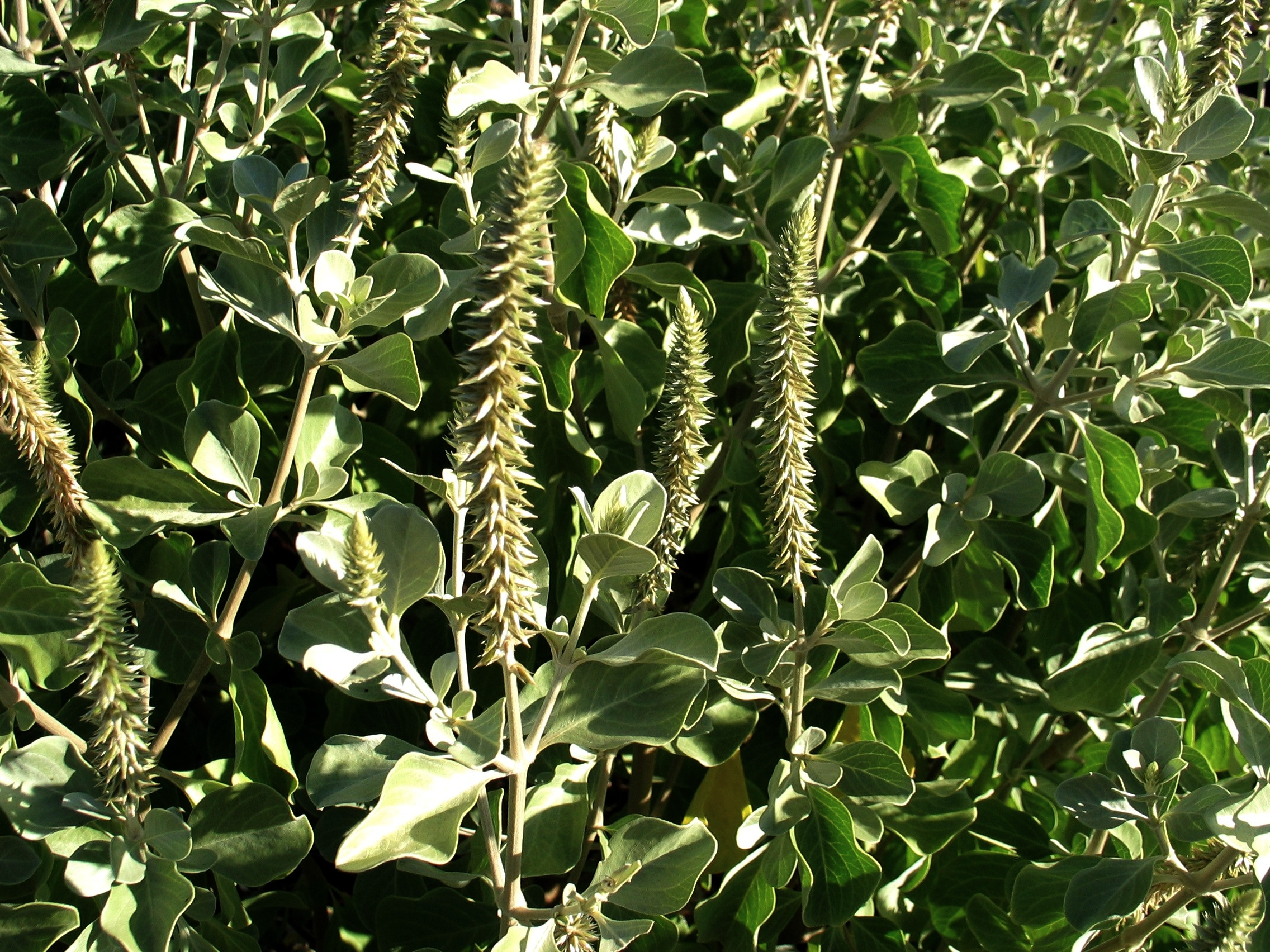
Achyranthes splendens (Achyranthoïdes).

## Systématique
La sous-famille des Amaranthoideae comprend environ 57 genres et environ 330 espèces. 
Les recherches phylogénétiques ont montré que cette sous-famille est polyphylétique et que sa classification traditionnelle (tribu des Amarantheae Rchb. avec deux sous-tribus, Amaranthinae et Aervinae) ne reflète pas les relations phylogénétiques.
Par conséquent, il faut définir de nouveaux groupes taxinomiques. Müller & Borsch (2005) ont reconnu plusieurs clades :
- Groupe de base :
  - Bosea L., des îles de Macaronésie et de Chypre à l'Himalaya occidental.
  - Charpentiera Gaudich., endemic to Hawaii and the Australian Ridge (Tubuai-Islands)
- Clade des Amaranthoides :
  - Amaranthus L. (syn. : Acnida L., Amblogyna Raf.), avec environ 60 espèces, également présentes dans les régions tempérées non-tropicales.
  - Chamissoa Kunth, avec environ 24 espèces d'Amérique centrale et d'Amérique du Sud.
- Tribus Celosieae, aux ovaires multi-ovulés. Cette tribu est la seule qui soit monophylétique[1], avec environ cinq genres et 69 espèces :
  - Celosia L., avec environ 45 à 60 espèces.
  - Deeringia R.Br. (syn.: Cladostachys D.Don, Dendroportulaca Eggli), avec environ sept espèces.
  - Henonia Moq.
  - Hermbstaedtia Rchb., d'Afrique australe.
  - Pleuropetalum Hook. f.
- Clade des Aervoides, des régions tropicales d'Afrique et d'Asie :
  - Aerva Forssk., avec environ dix espèces.
  - Nothosaerva Wight
  - Ptilotus R.Br. (syn.: Dipteranthemum F.Muell., Trichinium R.Br.), avec environ 110 espèces d'Australie.
- Clade des Achyranthoides, des régions tropicales d'Afrique, d'Asie et des îles du Pacifique :
  - Achyranthes L., avec environ 15 espèces, par exemple :
    - Achyranthes mutica A.Gray

  - Nototrichium Hillebr.
  - Calicorema Hook. f.
  - Cyathula Blume, avec environ 27 espèces.
  - Pandiaka (Moq.) Hook. f.
  - Psilotrichum Blume (Syn.: Psilostachys Hochst.), avec environ 14 espèces.
  - Pupalia Juss.
  - Sericostachys Gilg & Lopr.
- Plusieurs genres n'ont pas encore été affectés à des clades :
  - Achyropsis (Moq.) Hook. f.
  - Allmania R.Br. ex Wight, avec une seule espèce :
    - Allmania nodiflora (L.) R.Brown ex Wight, d'Asie tropicale.

  - Allmaniopsis Suess.
  - Arthraerva (Kuntze) Schinz
  - Centema Hook. f.
  - Centemopsis Schinz
  - Centrostachys Wall.
  - Chionothrix Hook. f.
  - Dasysphaera Volkens ex Gilg, avec environ quatre espèces d'Afrique orientale tropicale.
  - Digera Forssk.
  - Eriostylos C.C.Towns.
  - Herbstia Sohmer (syn. Siamosia K.Larsen & Pedersen)
  - Indobanalia A.N.Henry & B.Roy (Syn.: Banalia Moq.)
  - Kyphocarpa (Fenzl) Lopr. (syn.: Cyphocarpa (Fenzl) Lopr. orth. var.), d'Afrique australe.
  - Lagrezia Moq. (Apterantha C.H.Wright)
  - Lecosia Pedersen
  - Leucosphaera Gilg
  - Lopriorea Schinz
  - Marcelliopsis Schinz (syn.: Marcellia Baill.)
  - Mechowia Schinz
  - Nelsia Schinz
  - Neocentema Schinz
  - Nyssanthes R.Br.
  - Omegandra G.J.Leach & C.C.Towns.
  - Pleuropterantha Franch.
  - Polyrhabda C.C.Towns.
  - Pseudosericocoma Cavaco, avec une seule espèce :
    - Pseudosericocoma pungens (Fenzl) Cavaco, d'Afrique australe et sud-occidentale.

  - Psilotrichopsis C.C.Towns.: avec une à trois espèces de Thaïlande et de la péninsule malaise.
  - Rosifax C.C.Towns., avec une seule espèce :
    - Rosifax sabuletorum C.C.Towns., endémique de Somalie.

  - Saltia R.Br. ex Moq. (Syn.: Psilodigera Suess.), avec une seule espèce :
    - Saltia papposa (Forssk.) Moq., endémique du sud de la péninsule arabique.

  - Sericocoma Fenzl, avec 2 à 3 espèces d'Afrique australe.
  - Sericocomopsis Schinz, avec deux espèces d'Afrique orientale tropicale.
  - Sericorema (Hook. f.) Lopr., avec deux espèces d'Afrique australe.
  - Stilbanthus Hook. f., avec une seule espèce :
    - Stilbanthus scandens Hook. f., d'Asie.

  - Trichuriella Bennet (Syn.: Trichurus C.C.Towns.), avec une seule espèce :
    - Trichuriella monsoniae (L. f.) Bennet, d'Asie du Sud-Est.

  - Volkensinia Schinz, avec une seule espèce :
    - Volkensinia prostrata Schinz, d'Afrique orientale.